# Bollnäs (gemeente)
Bollnäs is een Zweedse gemeente in Hälsingland. De gemeente behoort tot de provincie Gävleborgs län. De gemeente heeft ongeveer 26.500 inwoners (2004).

## Plaatsen
- Bollnäs (stad)
- Arbrå
- Kilafors
- Lottefors
- Sibo
- Segersta
- Vallsta
- Rengsjö
- Freluga
- Hällbo
- Hallen
- Växbo
- Arbrå en Norra Kyrkbyn
- Västra Höle
- Österböle
- Orbaden
- Glössbo
- Flästa
- Hertsjö
- Norrbyn
- Simeå
- Östra Höle
- Röste en Norrborns industriområde
- Björtomta
- Bodåker en Norrbo
- Edstuga
- Parten en Hov
- Söräng en Norrbo
- Röste
- Höle